# Ścinanie kani

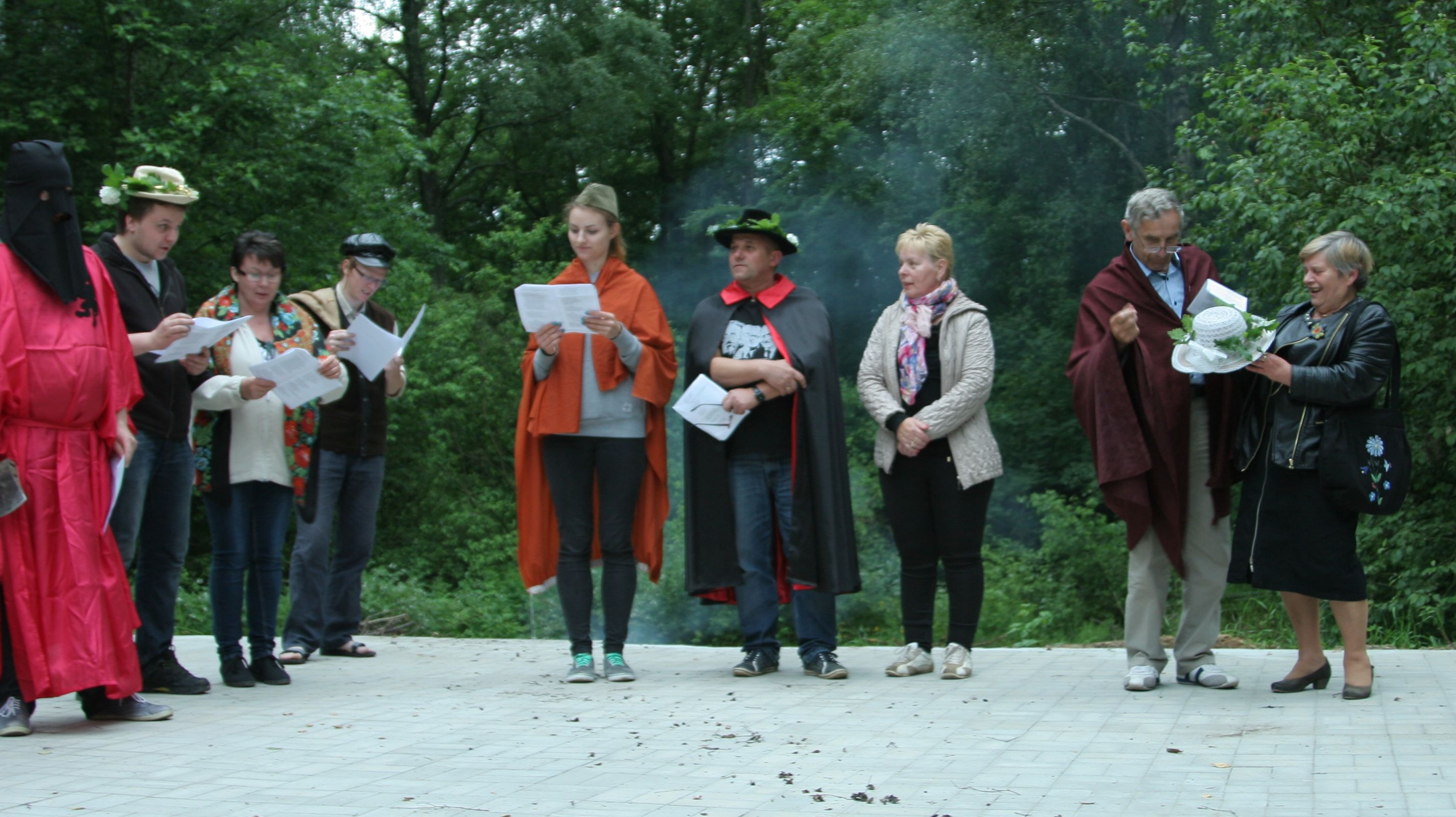
Uczestnicy obrzędu ścinania kani. Łączyńska Huta, czerwiec 2015 r.

Ścinanie kani (kasz. Scynanié kanie) – kaszubski obrzęd ludowy towarzyszący w tym regionie obrzędowości świętojańskiej, polegający na rytualnym, zwyczajowym straceniu kani, ptaka uznawanego dawniej na Kaszubach za symbol zła.

## Obrzęd
Od połowy XIX wieku ścinanie kani związane było z obchodami świętojańskimi, a także z Zielonymi Świątkami i Bożym Ciałem. Ceremonia rozpoczynała się przybyciem wszystkich mieszkańców, następnie wójt i Rada Starszych odczytywali publicznie wyrok obwiniając kanię za wszelakie zło i skazywali na śmierć przez ścięcie. Kat czynił swą powinność, a następnie miał miejsce uroczysty pochówek. W tych regionach Kaszub, gdzie nie udało się schwytać kani, ścinano wrony, a w ostateczności kury.
Etnografom nie udało się do tej pory w pełni jednoznacznie wyjaśnić znaczenia ani pochodzenia tego obrzędu. Prawdopodobnie ceremonia ta miała być przestrogą dla ludzi, jako że odczytujący wyrok zawsze nawiązywał do spraw społeczności wiejskiej i ostrzegał, że za czyny, za które skazuje kanię, ludzie także mogą ponieść taką samą karę. Negatywny obraz kani mógł być związany z tym, iż jest to ptak drapieżny i dziesiątkował chłopom drób. Według innej hipotezy na fakt uczynienia z tego właśnie ptaka kozła ofiarnego wpłynął jego głos podobny do słów „pić, pić”, co ludzie mogli odczytywać jako zapowiedź klęski suszy. Obecnie ścinanie kani ma charakter imprezy ludowej, żywą kanię zastępuje się kukłą, zdarza się też zastępować ptaka czerwonym kwiatem.

## Nazwa i geneza

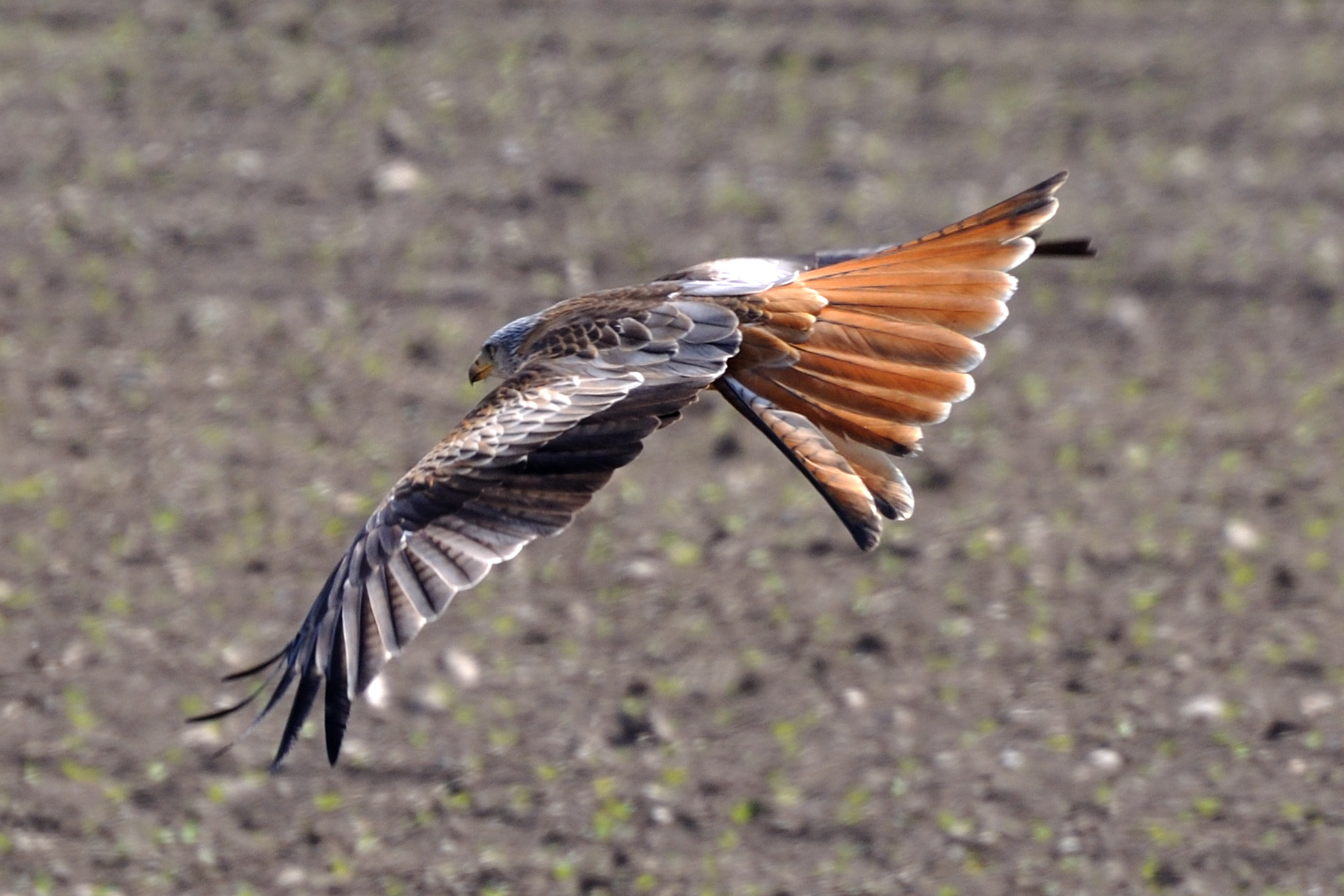
Kania ruda

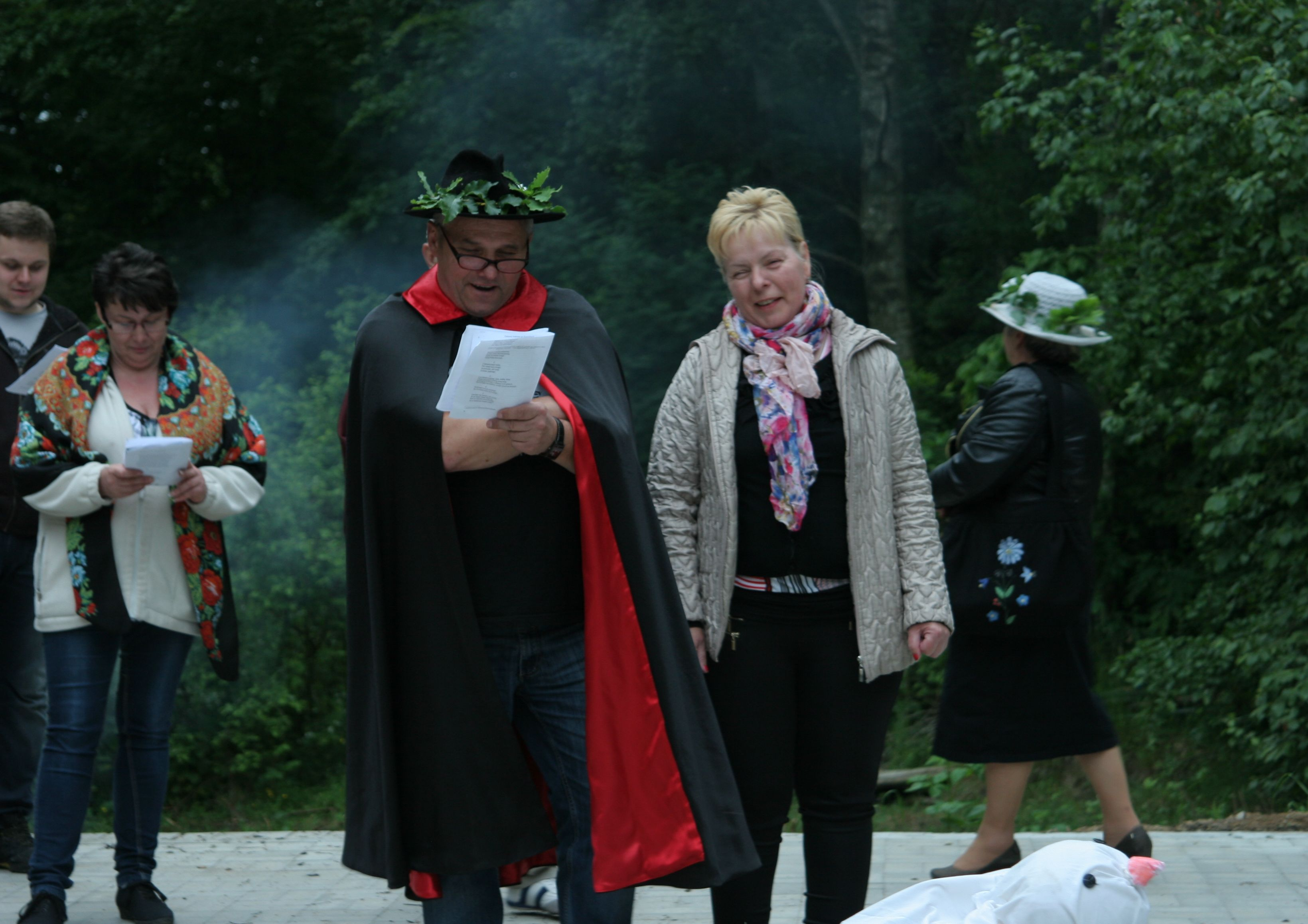
Uczestnicy kaszubskiego obrzędu ścinania kani – Łączyńska Huta, czerwiec 2015

Kania ruda (Milvus milvus) to gatunek dużego ptaka drapieżnego z rodziny jastrzębiowatych. Występuje na terenie całej Polski, jednak stosunkowo najwięcej jest jej na Pomorzu. Żywi się małymi gryzoniami, żabami, młodymi i niedołężnymi ptakami oraz padliną. Głos ptaka zbliżony jest do brzmienia, które umownie zapisać można jako „hii-je”. Kaszubskie wierzenia ludowe mówiły o kani jako ptaku kojarzącym się z wrogą działalnością wobec człowieka i jego dóbr, utożsamiany był też z lenistwem. Jeśli do obrzędu nie udało się złapać kani, zastępować ją mogła wrona lub kura. Dziś – np. w Łączyńskiej Hucie – kanię symbolizuje kukła wykonana z materiału wypchanego pierzem.
Pierwsze wzmianki o obrzędzie odnajdujemy w tekście Floriana Ceynowy z 1851 roku, w którym opisuje zwyczaj ze swojej rodzinnej wsi. O ścinaniu kani pisze też Jan Patock w publikacji Dzień św. Jana na Kaszubach (1932). Dziś zwyczajowe ścięcie odbywa się w czasie letnim, zwykle w czerwcu. Widowiska odgrywane są przez lokalnych aktywistów, animatorów i aktorów w kilku kaszubskich miejscowościach (m.in. Łączyńskiej Hucie, Wdzydzach, Szymbarku, Strzelnie).
Istnieje kilka legend wyjaśniających genezę obrzędu:
- Ksiądz dr Bernard Sychta w Zbiorze podań, opowieści i baśni kaszubskich[9] pisze o dotkliwej suszy, która dotknęła Kaszuby powodując wyparowanie jezior i rzek. Bóg, litując się nad umierającym z pragnienia ptactwem, nakazał wykopać studnie. Kiedy wszystkie ptaki zabrały się do pracy, kania odmówiła pomocy w obawie o zabrudzenie nóg. Ptak został ukarany i od tego czasu może pić krople wody wyłącznie ze szczelin kamieni.
- Na północy Kaszub łączono kanię z postacią kobiety. Legenda mówi, że gdy Chrystus wędrował ze św. Piotrem po ziemi, poprosił o wodę chciwą kobietę, która pożałowała spragnionemu wędrowcy płynu i została ukarana przemienieniem w ptaka.
- Opowiadanie z powiatu kościerskiego mówi o kani jako o zaczarowanym czarodzieju, który posiadł ogromną wiedzę i bogactwa. Dzięki swym czarom przez długi czas powstrzymywał deszcze. Kiedy został zaczarowany w kanię, wolno mu było pić wodę tylko ze szczelin kamienia. W ciągu lata kanię trapi pragnienie i woła: pić, pić![8]

## Postaci w obrzędzie

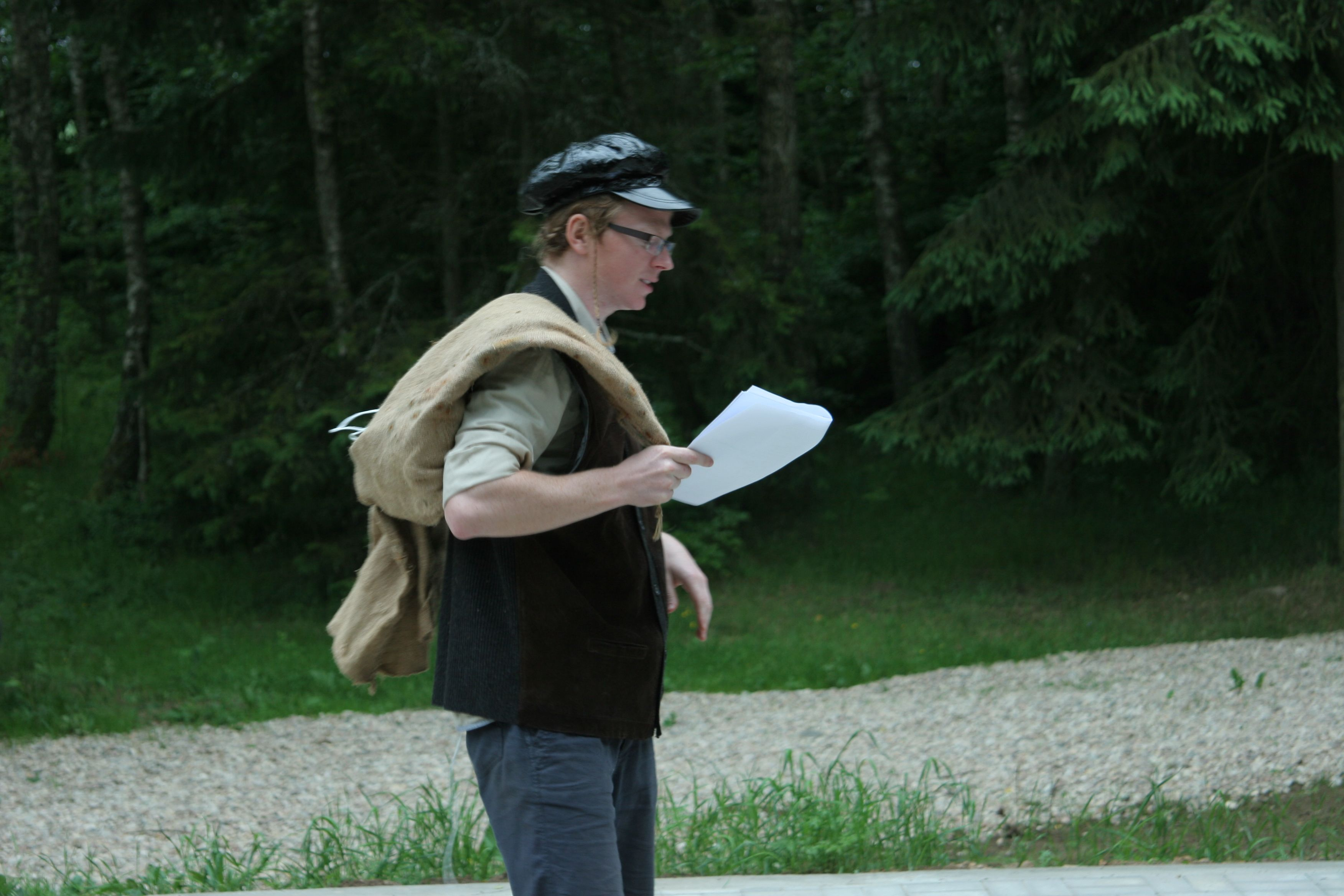
Ścinanie kani, Łączyńska Huta, 2015

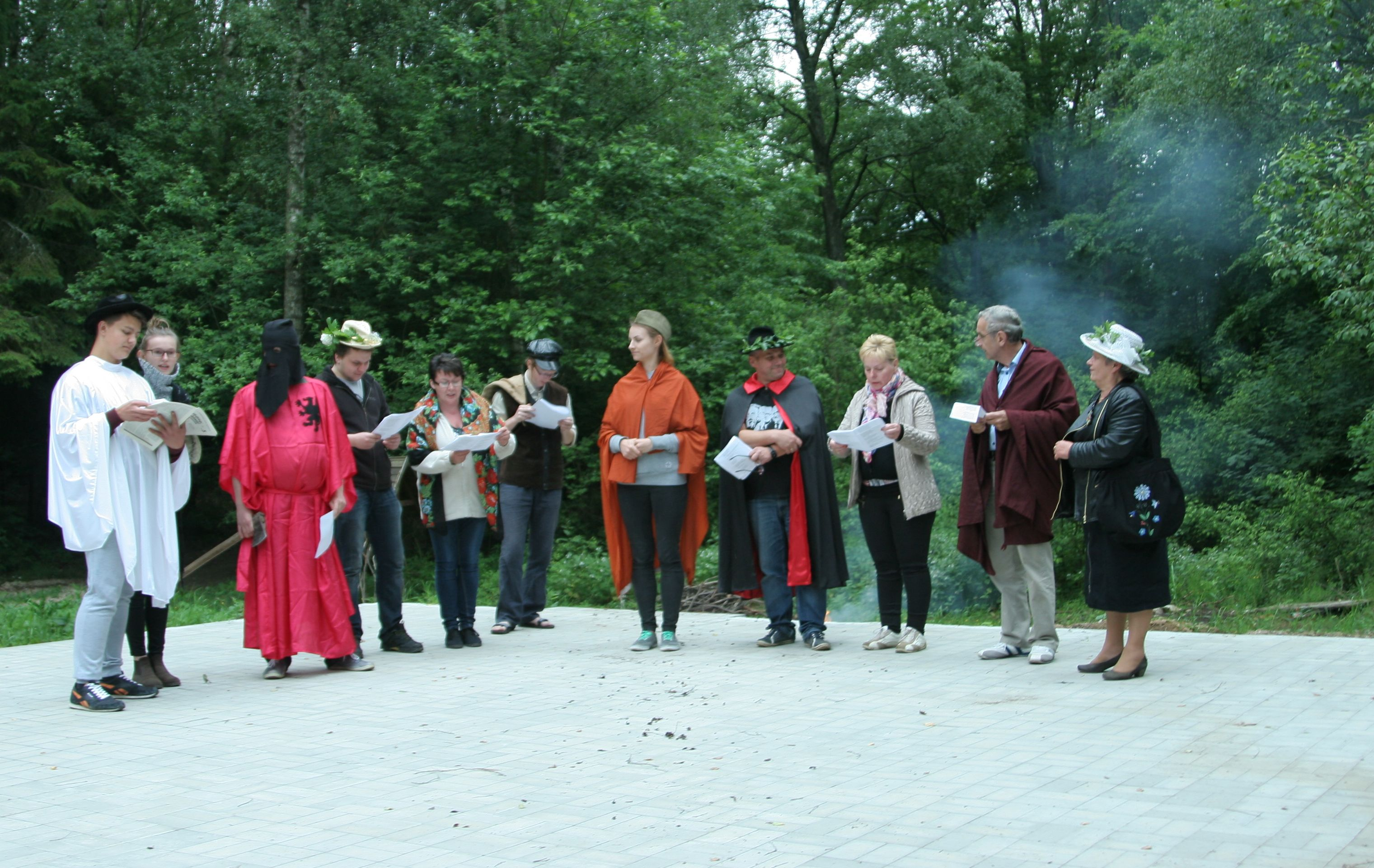
Uczestnicy obrzędu ścinania kani w Łączyńskiej Hucie, 2015

Formą wyznaczania ról w odegraniu widowiska jest ciągnienie losów lub wyszukiwanie chętnych (wcześniej lub już na miejscu i w dniu obrzędu) i przydzielania postaci według klucza:
- Sołtys i jego żona: Sołtys jest najczęściej organizatorem widowiska, jego rolą jest witanie i żegnanie gości. To on wygłasza mowę, podczas której skazuje kanię na śmierć. Na głowie ma czapkę przybraną wstążkami i kwiatami. Razem z katem są najbardziej charakterystycznymi postaciami widowiska.
- Kat i jego żona: Kat ścina kanię; czasami wygłasza oskarżenie kani. Przebrany w strój w kolorze czerwonym, białym lub czarnym. U lewego boku na białym pasie szabla.
- Sędzia i jego żona: Postać Sędziego pojawiła się dopiero na początku XX wieku. W trakcie obrzędu sędzia domaga się odczytania dekretu o charakterach i zachowaniu się żon poszczególnych postaci[8]. Występuje w białej szacie, czasem z peleryną. Na piersiach ma łańcuch ze złotego papieru.
- Leśny i jego żona: Obowiązkiem leśnego jest dostarczenie i przywiązanie do słupa kani. Rakarz i leśny opisywani są czasem jako słudzy kata.
- Łowczy i jego żona: Pomocnik leśnego.
- Rakarz i jego żona: Zadaniem rakarza jest usunięcie zabitej kani. W różnych wariantach widowiska zastępowany przez postaci Kopacza i Tragarza z noszami.
- Żyd: Postać w zwykłym ubiorze żydowskim niosąca na plecach worek z kotami. Pełni rolę rozweselającego akcentu na koniec widowiska[10]

## Przebieg obrzędu

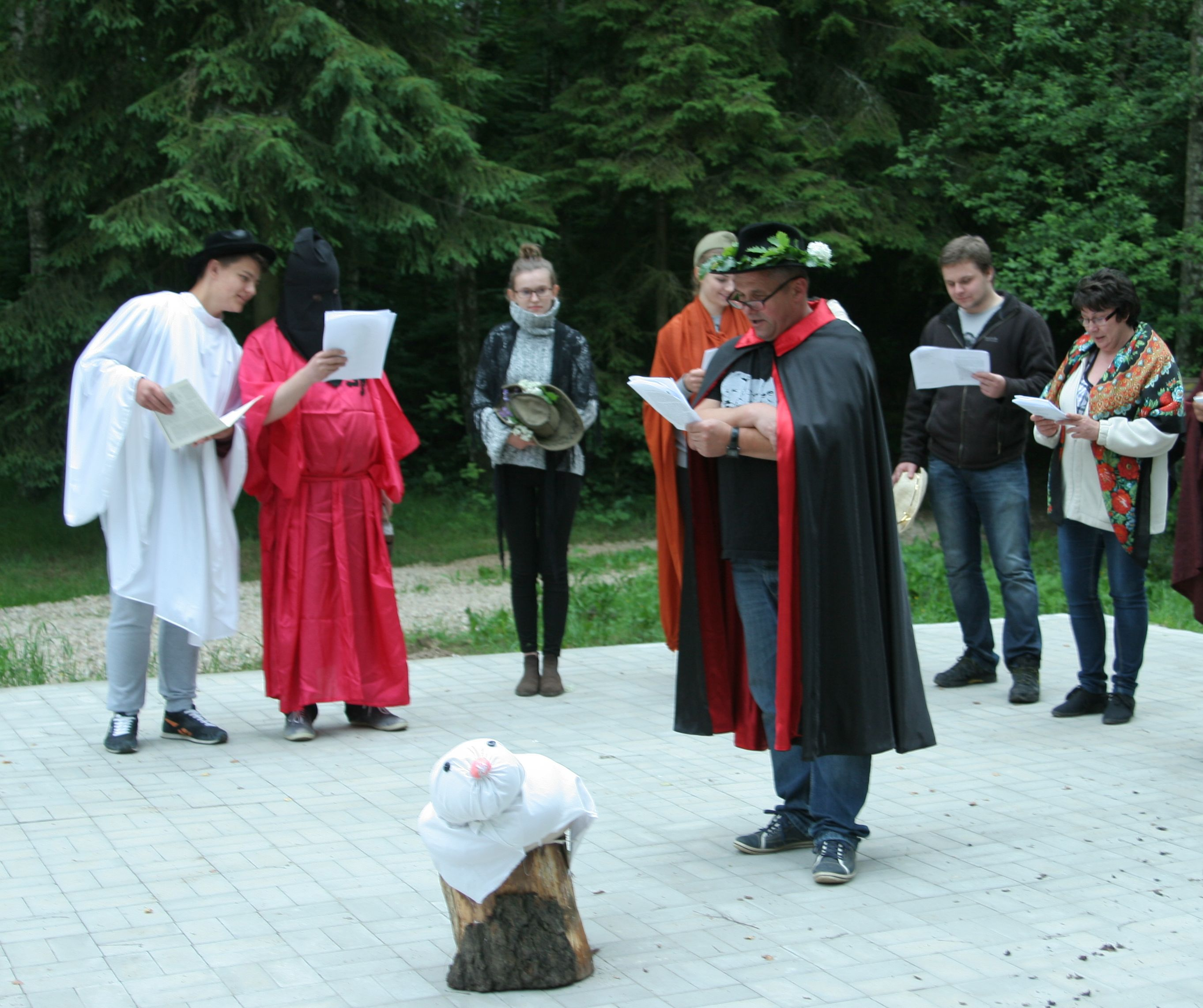
Ścinanie kani, Łączyńska Huta, 2015

Zwyczaj kultywowany był do XIX wieku. Po opublikowaniu przez Floriana Ceynowę w połowie XIX wieku dwóch artykułów w czasopiśmie „Nadwiślanin”, obrzęd ponownie zaczęli praktykować działacze, członkowie stowarzyszeń związanych z Kaszubami, pracownicy muzeów etnograficznych oraz skansenów. Współcześnie kontynuatorzy tradycji bazują na tekście spisanym przez Edmunda Kamińskiego, umieszczonym w publikacji Jana Rompskiego „Ścinanie kani. Kaszubski zwyczaj ludowy”.
Obrzęd najczęściej odbywa się na łące lub leśnej polanie, najlepiej w pobliżu wody. W centralnym punkcie ustawiona jest przystrojona zielenią mównica. Kobiety przynoszą ze sobą wysoki, męski kapelusz przystrojony różnobarwnymi sznurami, które spadają do ramion, nie zasłaniając twarzy. Każda uczestniczka stara się o to, aby jej kapelusz był ładniejszy. Kapelusze przeznaczone są dla przyszłych „mężów”. W centralnym punkcie widowiska znajduje się słup, do którego przywiązuje się kanię. Po chwili sołtys lub kat obchodzą coraz większymi kręgami słup, a wyciągniętą szablą odpędzają widownię na odpowiednią odległość. Następnie dokonuje się wyboru żon dla aktorów. Dziewczęta zbliżają się do urny, ciągną los, który odczyta sołtys. Po wyborze mężów kobiety tworzą krąg i wspólnie śpiewają.
Głos zabiera sołtys; jego wypowiedź dodaje chwili powagi. Nadchodzi moment kulminacyjny: kat wypowiada oskarżenie przeciwko kani, rozpoczyna się sąd. Główny oskarżyciel – sołtys – kolejno wymienia wszystkie przewinienia kani. Oprócz szkód związanych z rolą i hodowlą bydła, pojawiają się też aluzje dotyczące dziewcząt. Sołtys, zwracając się do całej społeczności, ogłasza kanię winną wszystkich grzechów i skazuje na śmierć. Wyrok zebrani przyjmują gromkimi brawami. Do głosu dochodzi kat, który po otrzymaniu zgody na wykonanie wyroku trzema ciosami usiłuje stracić kanię. Dawniej Kat, któremu trzema ruchami nie udało się zabić kani stawał się wśród dziewcząt przedmiotem pośmiewiska. Kanię razem z odciętą głową kat owija w białą chustę i przenosi do wykopanego grobu, gdzie rakarz zakopuje ptaka. Na zakończenie uroczystości sołtys dziękuje zgromadzonym za przybycie. Następnie aktorzy i goście zostają na wspólnym ognisku, bawiąc się i rozmawiając.

## Obrzęd w literaturze i filmie
Motyw rytualnego ścinania kani odnaleźć można w powieści Aleksandra Majkowskiego pt. „Życie i przygody Remusa”. W 1970 roku wydany został nakładem Ludowej Spółdzielni Wydawniczej tom poezji autorstwa Bolesława Faca „Ścinanie kani”. 22 listopada 2019 miała miejsce premiera filmu w reżyserii Andrzeja Dudzińskiego „Scynanié kani”.

## Bibliografia

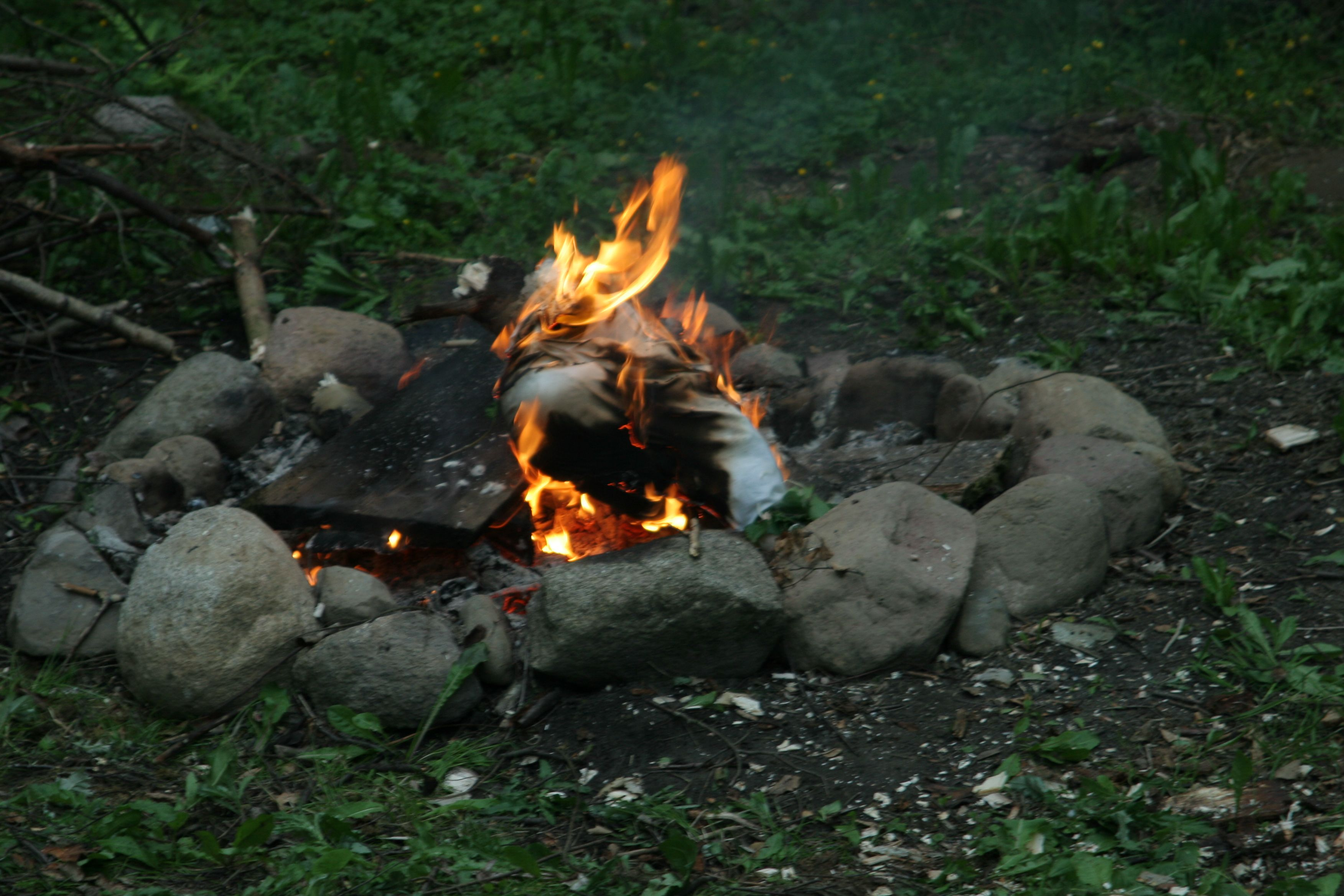
Ścinanie kani, Łączyńska Huta 2015